# Alfons Dreher
Alfons Dreher (* 18. Dezember 1896 in Ravensburg; † 3. August 1980 in Ravensburg) war ein deutscher Lehrer, Historiker und Archivar. Er leitete bis 1973 das Stadtarchiv Ravensburg.

## Leben

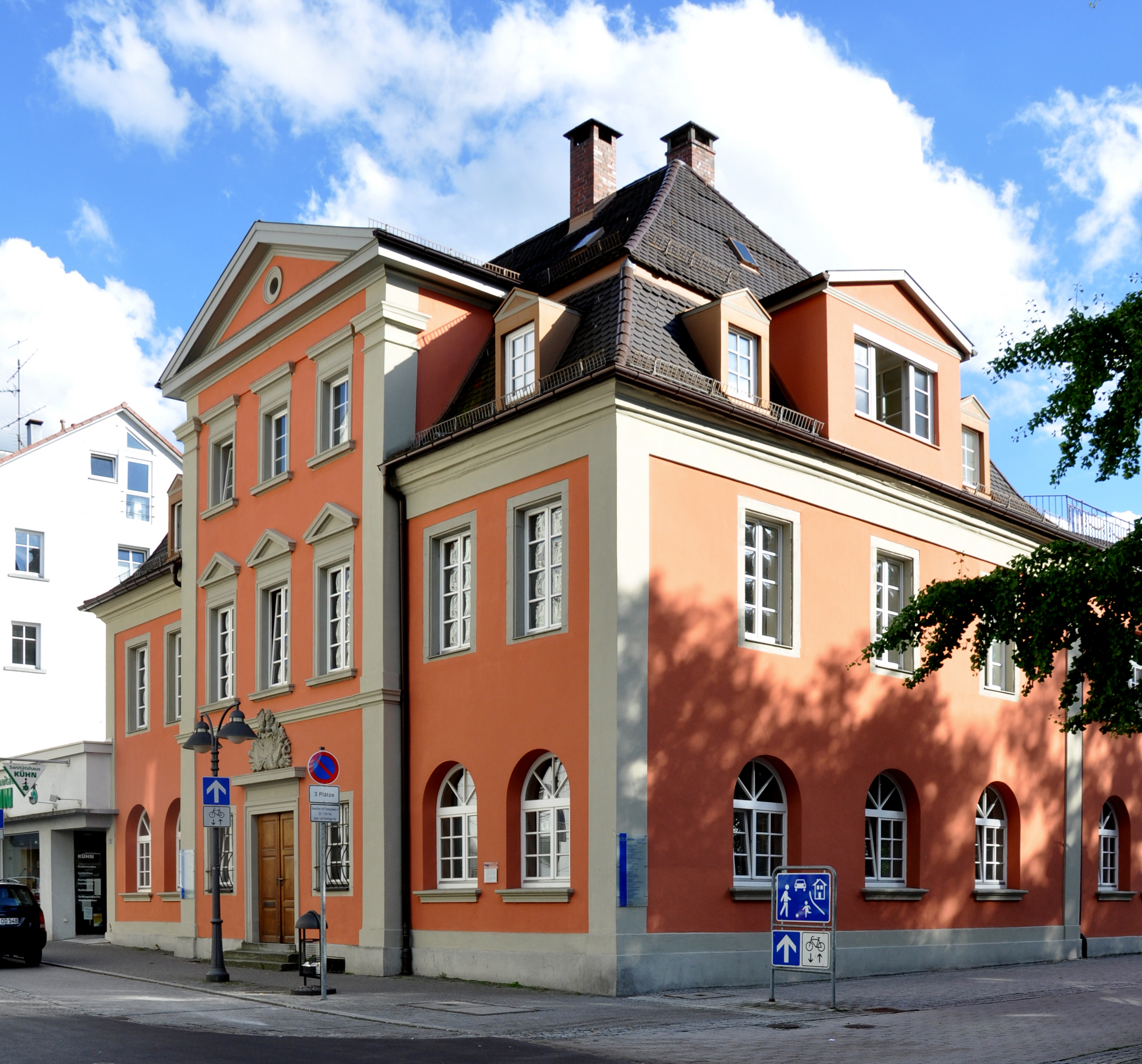
Der „Altshauser Hof“ in Ravensburg, Geburtshaus von Alfons Dreher

Dreher wurde im „Altshauser Hof“ in Ravensburg als Sohn eines Rechtsanwalts geboren. Er ging in Ravensburg zur Schule und leistete im Ersten Weltkrieg vier Jahre lang Wehrdienst. Ab 1919 studierte er Geschichte, Germanistik und Romanistik an den Universitäten München, Freiburg (Schweiz) und Tübingen. Seit 1919 war er Mitglied der katholischen Studentenverbindung AV Guestfalia Tübingen. 1925 begann er seine Lehrtätigkeit als Studienassessor in Ravensburg.
Ebenfalls 1925 beauftragte ihn Oberbürgermeister Hans Mantz, das damals in Unordnung geratene städtische Archiv neu zu ordnen, das schon mehreren auskunftswilligen Historikern Anlass zur Klage gegeben hatte. Neben seiner Tätigkeit als Gymnasiallehrer am Spohn-Gymnasium Ravensburg (und 1933–1937 in Wangen im Allgäu) sichtete er nun die Urkunden und Akten der reichsstädtischen Zeit (bis 1802). Mit einer germanistischen Dissertation zur Ravensburger Kanzleisprache des 14. Jahrhunderts wurde Dreher 1929 bei Karl Bohnenberger an der Universität Tübingen promoviert. Bis 1939 erstellte er im Ravensburger Archiv sieben umfangreiche handschriftliche Repertorien. Ab 1938 wirkte dabei Albert Hengstler als ebenfalls nebenamtlicher Mitarbeiter im Stadtarchiv mit.
Dreher trat zum 1. Mai 1933 der NSDAP bei (Mitgliedsnummer 3.588.812), von 1934 bis 1943 war er zudem Mitglied der SA. Er war auch Mitglied des Nationalsozialistischen Lehrerbunds (NSLB).
Im Zweiten Weltkrieg wurden die Bestände des Archivs zunächst nach Weißenau, dann in den Ravensburger Spitalturm und den Hatzenturm bei Wolpertswende ausgelagert – immer in geordneter Aufstellung. Bei der Rückführung ins Rathausgewölbe nach Kriegsende waren nur wenige Verluste zu beklagen. Kurz nach Kriegsende regte Dreher eine Sammlung von Zeitzeugenaussagen zu den letzten Wochen des Kriegs an, die im Stadtarchiv hinterlegt wurde und eine wichtige Quelle für diese Zeit darstellt, zu der nur wenige amtliche Unterlagen existieren.
1949 wurde Dreher im Zuge der Entnazifizierung als „Mitläufer“ beurteilt. Er konnte daher weiter als Lehrer arbeiten.
Nach dem Zweiten Weltkrieg begann er, auch die Archivbestände des 19. Jahrhunderts zu ordnen und in zwei weiteren Repertorien zu verzeichnen. Die nun insgesamt neun dicken Folio-Bände seines Repertorien-Werks mit 8.116 einseitig beschriebenen Seiten (Stand: 1950) decken somit die Zeit vom Anfang der Stadtgeschichte bis 1871 ab und enthalten auch etwa 20.000 Regesten, Akten- und Bücherbeschriebe.  Mit Albert Hengstler erstellte Dreher auch einen Katalog der „Alten Stadtbibliothek“. Außerdem baute er eine umfangreiche Archivbibliothek mit regionalgeschichtlicher Literatur auf. Mit Landeskonservator Albert Walzer konzipierte er das 1955 eröffnete Heimatmuseum im Vogthaus.
1957 wurde Dreher als Lehrer pensioniert, widmete sich fortan umso mehr der Arbeit im Archiv und veröffentlichte nun auch in wissenschaftlichen Aufsätzen und Monographien die Früchte seiner langjährigen Beschäftigung mit der Stadt- und Regionalgeschichte im Stadtarchiv und in auswärtigen Archiven. Ab 1960 publizierte er bis 1965 in Fortsetzungen einen umfangreichen, handbuchartigen Artikel zum Ravensburger Patriziat in der Zeitschrift für Württembergische Landesgeschichte, der 1966 auch selbständig in Buchform erschien. Das Buch ist thematisch erheblich weiter gefasst, als es der Titel Das Patriziat der Reichsstadt Ravensburg vermuten lässt, und kommt einer umfassenden Sozial- und Wirtschaftsgeschichte der Stadt in der Frühen Neuzeit gleich.
Anlässlich seines 70. Geburtstages wurde ihm 1966 das Bundesverdienstkreuz verliehen.
1972 legte Dreher dann eine zweibändige Geschichte Ravensburgs von den Anfängen bis zum Ende der reichsstädtischen Zeit vor, die die vorherigen Versuche Johann Georg Ebens und Tobias Hafners an wissenschaftlichem Wert weit übertraf und noch heute zumindest für die Zeit bis 1648 als Standardwerk gilt. Für die wissenschaftliche Rezeption der beiden Bände war jedoch nicht förderlich, dass er den Leserkreis hauptsächlich in den Bürgern Ravensburgs sah und – im Gegensatz zu seiner Vorgehensweise im Werk über das Patriziat – auf einen Beleg- und Anmerkungsapparat weitgehend verzichtete.
Zum Dank für seine langjährige ehrenamtliche Tätigkeit und sein Geschichtswerk wurde er 1970 zum Ehrenbürger seiner Heimatstadt Ravensburg ernannt. Als Leiter des Stadtarchivs blieb Dreher bis 1972 tätig. Am Ende seiner Amtszeit zählten die Archivbestände 150 laufende Regalmeter. Sein Nachfolger war ab 1973 als erster hauptamtlicher Archivar in Ravensburg Peter Eitel.
Dreher war auch weiter im Archiv und als Historiker tätig und hinterließ bei seinem Tod 1980 ein unvollendetes Urkundenbuch mit Regesten zur mittelalterlichen Geschichte Ravensburg, das jedoch auch posthum nie veröffentlicht wurde.
Alfons Dreher starb nach längerer Krankheit in seiner Geburtsstadt Ravensburg und wurde dort auf dem Hauptfriedhof beigesetzt.

## Schriften

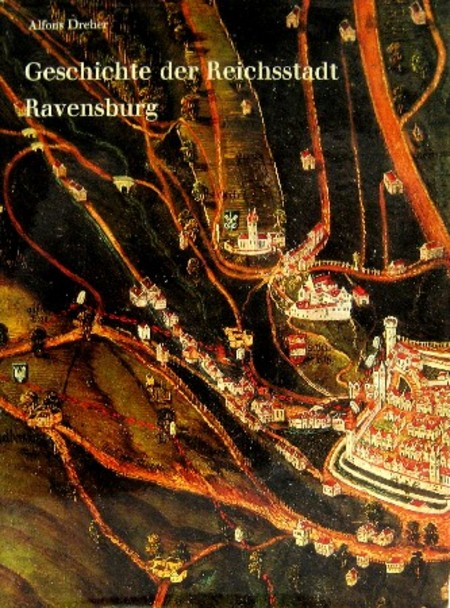
Geschichte der Reichsstadt Ravensburg. 1972 (Umschlag des 2. Bandes)

- Die Ravensburger Kanzleisprache des XIV. Jahrhunderts (verglichen mit den gleichzeitigen Urkundensprachen der Städte Konstanz, Ueberlingen, Lindau und der heutigen Ravensburger Mundart). Dornbirn 1928. (zugl. Dissertation, Universität Tübingen 1929)
- Habsburgische Politik in Oberschwaben 1509–1512. In: Schriften des Vereins für Geschichte des Bodensees und seiner Umgebung. 56. Jg. 1928, S. 69–83. (Digitalisat)
- Zwei Urkunden zur Geschichte der Handelsbeziehungen der Stadt Ravensburg mit Venedig im Mittelalter. In: Württembergische Vierteljahrshefte für Landesgeschichte. NF Band 36 (1930), S. 95–98.
- Die alte Bibliothek der Stadt Ravensburg. In: Heimatkundliche Mitteilungen des Bodenseegeschichtsvereins. 3. Jg., 1939, S. 50–56.
- Ravensburg. Ein historischer Führer. Ravensburg 1951. (2. Auflage 1958, 3. Auflage 1969)
- Zur Gütergeschichte des Klosters. In: Weingarten. Festschrift. 1956, S. 138–158.
- Das Ende des großen Städtekriegs und der Vertrag zu Weingarten vom 15. August 1389. In: Ulm und Oberschwaben. 36. Jg., 1962, S. 46–56.
- mit Albert Lackner: Die Türme und Tore der Reichsstadt Ravensburg. In: Schwäbische Heimat. 15. Jg., 1964, S. 59–65.
- Über neuere Vorstellungen zur frühmittelalterlichen Geschichte Oberschwabens. In: Zeitschrift für Württembergische Landesgeschichte. 27. Jg., 1968, S. 417–422.
- Das Patriziat der Reichsstadt Ravensburg. Von den Anfängen bis zum Beginn des 19. Jahrhunderts. zuerst in Fortsetzungen erschienen in: Zeitschrift für württembergische Landesgeschichte. 1960–1965, später auch eigenständig publiziert: Kohlhammer, Stuttgart 1966
- Über die Herkunft zweier Güterverzeichnisse der späteren Stauferzeit. In: Zeitschrift für Württembergische Landesgeschichte. 29. Jg., 1970, S. 321–325.
- mit Heinrich Wurm: Die Ravensburg und ihre letzte Erneuerung vor der Zerstörung. In: Schriften des Vereins für Geschichte des Bodensees und seiner Umgebung. 89. Jg. 1971, S. 49–70. (Digitalisat)
- Geschichte der Reichsstadt Ravensburg und ihrer Landschaft von den Anfängen bis zur Mediatisierung 1802. 2 Bände. Anton H. Konrad Verlag, Weißenhorn und Dornsche Buchhandlung, Ravensburg 1972, ISBN 3-87437-084-4 (Band 1) und ISBN 3-87437-085-2 (Band 2)
- Vogthaus, Heimatmuseum Ravensburg. Stadt Ravensburg, Ravensburg 1974 (31 S.)
- Humpis Henggi (Hans). In: Neue Deutsche Biographie (NDB). Band 10, Duncker & Humblot, Berlin 1974, ISBN 3-428-00191-5, S. 60 f. (Digitalisat).